# Andorrese parlementsverkiezingen 2011
De Andorrese parlementsverkiezingen 2011 werden gehouden op 3 april 2011 nadat het Consell General de les Valls werd ontbonden na aanhoudende problemen inzake het doorgeven van wetten.
Tijdens de verkiezingen werden 28 raadsleden verkozen:
- 14 raadsleden ter vertegenwoordiging van de Andorrese parochies (2 raadsleden per parochie).
- 14 raadsleden die werden gekozen van een nationale lijst.

De Democraten voor Andorra wonnen de verkiezingen met een absolute meerderheid waardoor Antoni Martí tot nieuwe eerste minister werd gemaakt.

## Verkiezingsuitslag

### Totaal

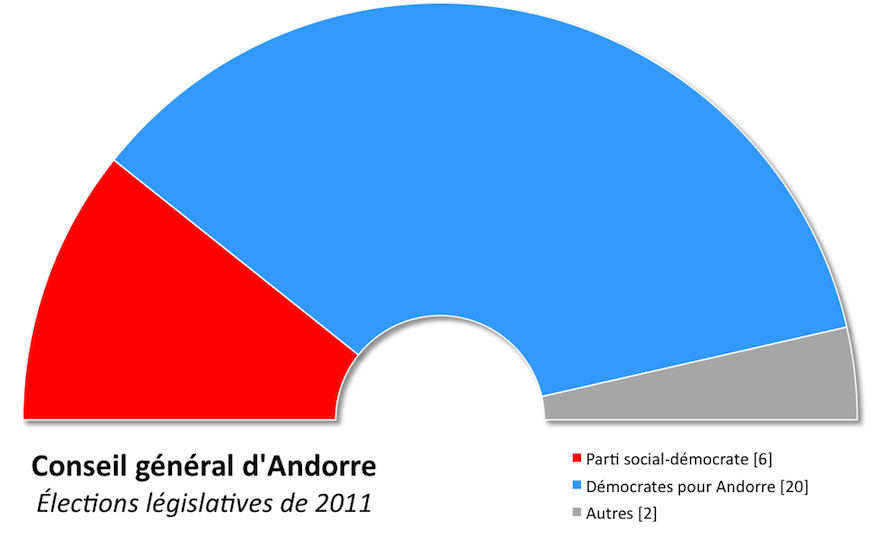
Overzicht van de zetelverdeling op basis van de verkiezingsuitslag

| Partij | Partij                      | # zetels in 2011 | # zetels in 2009 | % zetels |
| ------ | --------------------------- | ---------------- | ---------------- | -------- |
|        | Democraten voor Andorra     | 20               | 11               | 71,4     |
|        | Sociaaldemocratische Partij | 6                | 14               | 21,4     |
|        | Laurediaanse Unie           | 2                | 0                | 7,1      |
|        | Andorra voor Verandering    | 0                | 3                | 0        |
|        | Groenen van Andorra         | 0                | 0                | 0        |
| Total  | Total                       | 28               | 28               | -        |

### Nationale lijst
Er is een kiesdrempel van 7,15% in Andorra, want om één zetel te krijgen is 7,15% van de stemmen nodig (14 zetels/100% = 7,15%).
| Partij | Partij                      | # stemmen | # zetels | % stemmen |
| ------ | --------------------------- | --------- | -------- | --------- |
|        | Democraten voor Andorra     | 8.553     | 8        | 55,1      |
|        | Sociaaldemocratische Partij | 5.397     | 6        | 34,8      |
|        | Andorra voor Verandering    | 1.040     | 0        | 6,71      |
|        | Groenen van Andorra         | 520       | 0        | 3,3       |
| Total  | Total                       | 15.510    | 14       | -         |

### Parochies
Canillo
| Partij | Partij                      | # stemmen | # zetels | % stemmen |
| ------ | --------------------------- | --------- | -------- | --------- |
|        | Democraten voor Andorra     | 421       | 2        | 70,6      |
|        | Sociaaldemocratische Partij | 175       | 0        | 29,4      |
| Total  | Total                       | 596       | 2        | -         |

Encamp
| Partij | Partij                      | # stemmen | # zetels | % stemmen |
| ------ | --------------------------- | --------- | -------- | --------- |
|        | Democraten voor Andorra     | 1324      | 2        | 63,3      |
|        | Sociaaldemocratische Partij | 766       | 0        | 36,6      |
| Total  | Total                       | 2090      | 2        | -         |

Ordino
| Partij | Partij                      | # stemmen | # zetels | % stemmen |
| ------ | --------------------------- | --------- | -------- | --------- |
|        | Democraten voor Andorra     | 560       | 2        | 53,9      |
|        | Sociaaldemocratische Partij | 479       | 0        | 46,1      |
| Total  | Total                       | 1039      | 2        | -         |

La Massana
| Partij | Partij                      | # stemmen | # zetels | % stemmen |
| ------ | --------------------------- | --------- | -------- | --------- |
|        | Democraten voor Andorra     | 1112      | 2        | 65,5      |
|        | Sociaaldemocratische Partij | 585       | 0        | 34,5      |
| Total  | Total                       | 1697      | 2        | -         |

Andorra la Vella
| Partij | Partij                      | # stemmen | # zetels | % stemmen |
| ------ | --------------------------- | --------- | -------- | --------- |
|        | Democraten voor Andorra     | 2219      | 2        | 53,1      |
|        | Sociaaldemocratische Partij | 1957      | 0        | 46,9      |
| Total  | Total                       | 4176      | 2        | -         |

Sant Julià de Lòria
| Partij | Partij                      | # stemmen | # zetels | % stemmen |
| ------ | --------------------------- | --------- | -------- | --------- |
|        | Laurediaanse Unie           | 1349      | 2        | 61,8      |
|        | Sociaaldemocratische Partij | 835       | 0        | 38,2      |
| Total  | Total                       | 2184      | 2        | -         |

Escaldes-Engordany
| Partij | Partij                      | # stemmen | # zetels | % stemmen |
| ------ | --------------------------- | --------- | -------- | --------- |
|        | Democraten voor Andorra     | 2087      | 2        | 65,4      |
|        | Sociaaldemocratische Partij | 1104      | 0        | 34,6      |
| Total  | Total                       | 3191      | 2        | -         |